# Municipalità locale di eDumbe
eDumbe è una municipalità locale (in inglese eDumbe Local Municipality) appartenente alla municipalità distrettuale di Zululand della provincia di KwaZulu-Natal in Sudafrica. 
In base al censimento del 2001 la sua popolazione è di 82.243 abitanti.
La sede amministrativa e legislativa è la città di Paulpietersburg e il suo territorio si estende su una superficie di 1.942  km² ed è suddiviso in 7 circoscrizioni elettorali (wards). Il suo codice di distretto è KZN261.

## Geografia fisica

### Confini
La municipalità locale di eDumbe confina a nord con quelle di Pixley ka Seme e Mkhondo (Gert Sibande/Mpumalanga), a est con quella di uPhongolo, a sud con quella di Abaqulusi e a ovest con quella di Emadlangeni (Amajuba).

### Città e comuni
- Bivane
- Braunschweig
- Dlamini
- Dumbe
- Grootspruit
- Luneburg
- Mthethwa
- Mpemvana
- Paulpietersburg
- Pongola Bush Nature Reserve
- Zungwini

### Fiumi
- Bivana
- Manzana
- Mpemvana
- Pandana
- Pongola
- Pongolo
- Tsakwe